# کلایه (رودبار)
کلایه ، روستایی از توابع بخش رحمت‌آباد و بلوکات شهرستان رودبار در استان گیلان ایران است.

## جمعیت
این روستا در دهستان رحمت‌آباد قرار دارد و براساس سرشماری مرکز آمار ایران در سال ۱۳۸۵، جمعیت آن ۱۸۹ نفر (۵۶خانوار) بوده‌است.